# نیشک

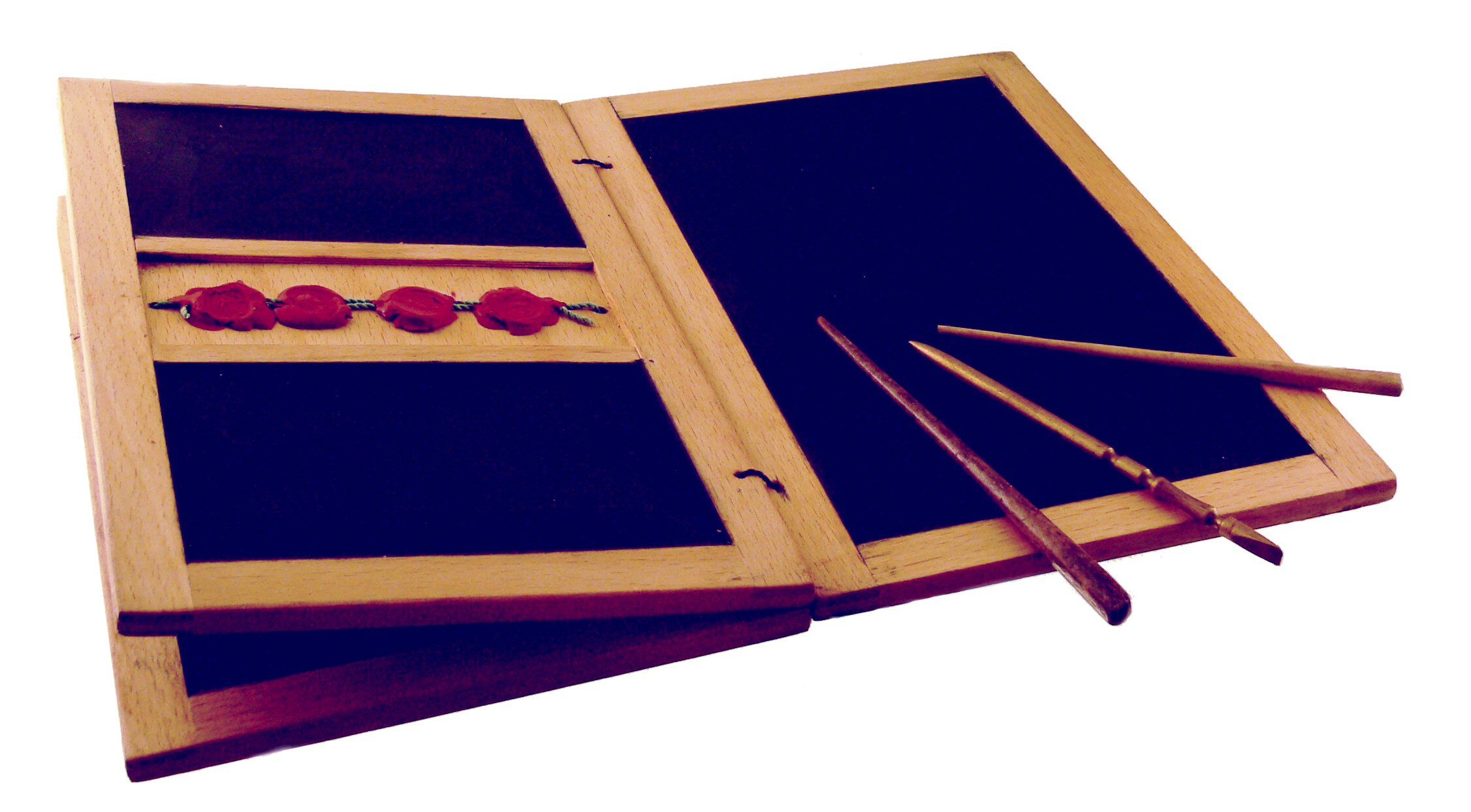
بازتولید یک لوح مومی به سبک-رومی به همراه سه نیشک

نیشَک (به انگلیسی: Stylus استایلوس)،  وسیله‌ای نوک‌دار، معمولا از استخوان یا فلز، برای نقش انداختن و نوشتن بر روی سطوح نرم، یا شکل‌دادن و علامت‌گذاری برای مثال در سفالگری است.

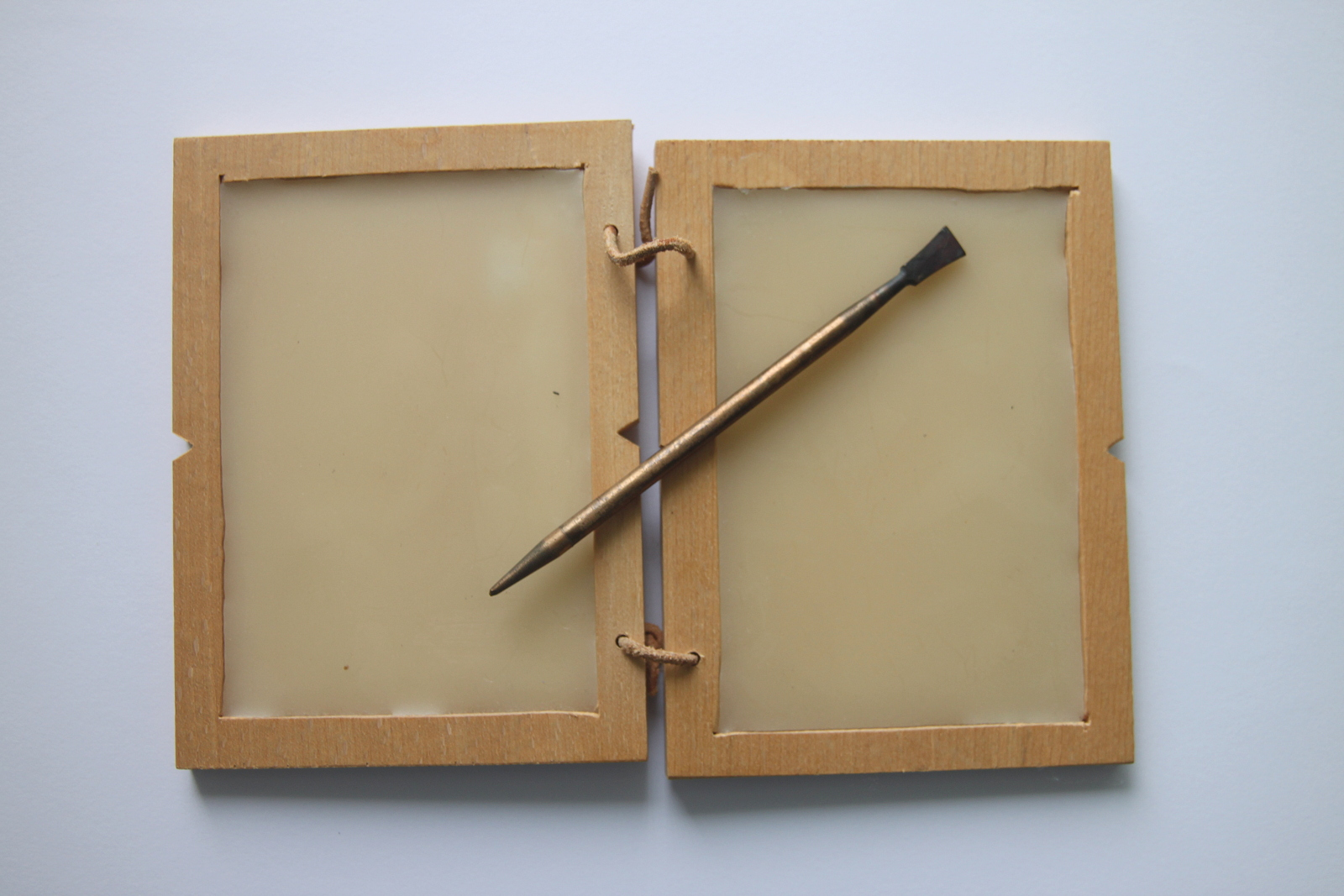
نیشک رومی و لوح مومی

استایلوس همچنین می‌تواند اشاره به ابزاری جانبی در رایانه باشد که برای کمک به مرور یا ارائه دقت مضاعف در هنگام استفاده از صفحه لمسی بکار می‌رود. همچنین به ابزاری باریک و کشیده شبیه به خودکار مدرن اشاره دارد. بسیاری از نیشک‌ها به شدت خمیده شده‌اند تا با راحتی بیشتری نگه داشته شوند. یکی دیگر از انواع نیشک‌ها که به طور گسترده‌ای استفاده می‌شود، قلم مورد استفاده توسط کاربران نابینا به همراه تخته برای پانچ کردن نقطه در خط بریل است.

## ریشه‌شناسی

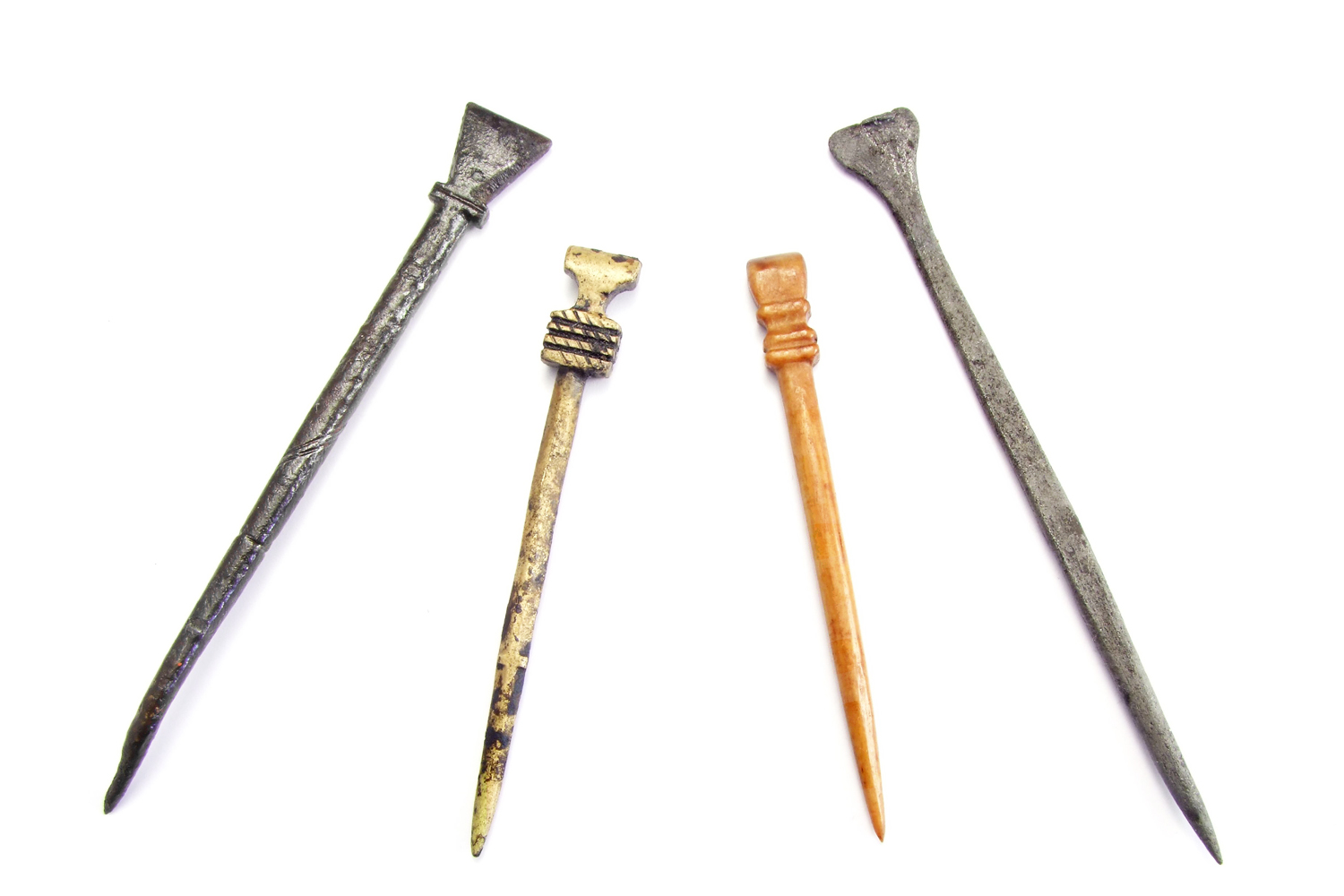
چهار نمونه از استایلوس‌های قرون وسطایی برای نوشتن روی لوح‌های مومی. دو نمونه از آهن، یک نمونه از برنج و یک نمونه از استخوان ساخته شده‌اند

واژه انگلیسی استایلوس دارای دو جمع است: استایلی (Styli) و استایلوسس (Styluses). املای کلمۀ لاتین اصلی استیلوس (Stilus) ناشی از ارتباط اشتباه با کلمۀ یونانی استایلُس (به یونانی: στυ̑λος) (به انگلیسی: Stylos)، به معنی: "ستون" به وجود آمد.
این کلمۀ لاتین معانی مختلفی داشت، از جمله "یک قطعه فلزی با نوک تیز، ساقه گیاه، ابزاری نوک تیز برای برش دادن حروف، استایلوس (همانطور که در ترکیب ادبی استفاده می‌شود)، "قلم". آخرین معنای آن منشأ سبک در معنای ادبی است. کلمه لاتین احتمالاً از ریشه هندواروپایی استی- (-stei) به معنی: «سیخونک زدن» گرفته شده است که همچنین در کلمات استیمولوس (به انگلیسی: Stimulus) به معنی: «سُک، محرک» و اینستیگر (به انگلیسی: Instigare) به معنی: «انگیختن، تحریک کردن» نیز یافت می‌شود.

## نیشک‌های باستانی
نیشک را اولین بار بین‌النهرینان باستان برای نوشتن به خط میخی استفاده می‌کردند. آن‌ها معمولاً از نی ساخته شده بودند و دارای بخش ذوزنقه‌ای شکل کمی خمیده بودند. مصریان (پادشاهی میانه) و مینوی‌های کرت (خطی آ و هیروگلیف کرتی) نیشک‌هایی را با مواد مختلف می‌ساختند: نی‌هایی که در کناره‌های رودخانه‌های دجله و فرات و در مرداب‌ها می‌روییدند و تا مصر پایین می‌آمدند، تا جایی که مصری‌ها از نیشک‌هایی از نی‌های بریده شده با نوک تیز؛ استفاده می‌کردند. از نیشک‌های استخوانی و فلزی نیز استفاده می‌شد. خط میخی کاملاً مبتنی بر علائم «گوه‌ای-شکل» بود که توسط انتهای یک نی بریده شده با فشار دادن به یک لوح سفالی ایجاد می‌کرند. از لاتین (Cuneus = گُوه). نوشته‌های خطی کرت در نیمۀ اول هزارۀ دوم پیش از میلاد که بر روی لوح‌های گلی ساخته می‌شدند که در آفتاب خشک می‌شدند تا زمانی که به سختی «چرمی» تبدیل می‌شدند، قبل از اینکه توسط قلم بریده شوند. ماهیت خطی نوشته نیز با استفاده از قلم دیکته شده است.
در اروپای غربی از نیشک تا اواخر قرون وسطی به طور گسترده استفاده می‌شد. برای اهداف یادگیری، قلم به تدریج با تخته‌سنگی نوشتاری جایگزین شد. از اواسط قرن چهاردهم، کارخانه‌های کاغذسازی پیشرفته‌ای که با نیروی آب کار می‌کردند، مقادیر زیادی کاغذ ارزان‌قیمت تولید می‌کردند و لوح مومی و نیشک کاملاً از زندگی روزمره ناپدید شدند.

## کاربرد در هنر
هنوز هم از نیشک در هنرها و صنایع مختلف استفاده می‌شود. تکنیک‌هایی چون: مالش دادن حروف برگردان، انتقال طرح‌ها روی سطوح با کاغذ کاربُن، و یا برای تکنیک نقش‌برجستۀ کاغذی. همچنین از نیشک برای حکاکی روی موادی مانند فلز یا خاک رُس استفاده می‌شود.
از نیشک‌ها برای ایجاد نقاطی که در هنرهای عامیانه و مصنوعات سفالی مکزیکی نقش می‌شود، نیز استفاده می‌شود. هنر نقطه‌ای در اوآخاکا با استفاده از نیشک‌ ایجاد می‌شود. همینطور در مناطق دیگری چون اوکراین برای نقاشی پیسانکاها (تخم‌مرغ عید پاک) نیز کاربرد دارد. در معماری ایرانی نیز در هنر گچ‌بری برای انتقال طرح‌ها بر روی دیوار از نوعی نیشک سوزنی و خاکۀ زغال چوب استفاده می‌شود.